# 里瓦斯德西尔
里瓦斯德西尔，是西班牙加利西亚自治区卢戈省的一个市镇。 总面积68平方公里，总人口1371人（2001年），人口密度20人/平方公里。